# Ann Hampton Callaway
Ann Hampton Callaway (Chicago, 1958. május 30. vagy 1959. május 30. –) amerikai dzsesszénekesnő, szövegíró, színésznő. A Great American Songbook egyik fontos szereplője: énekes, zongorista, zeneszerző, dalszövegíró, hangszerelő, színésznő, zenepedagógus, tévé-műsorvezető, producer.
Született szórakoztató; egyedi énekstílusa ötvözi a dzsesszt és a tradicionális popot, tevékeny koncertteremben, színházban, dzsesszklubokban, valamint a tévéstúdióban, televíziókban, a filmvásznon.
A legismertebb lett egy Tony-díjas előadásban a „Swing” című dallal és a „The Nanny” című tévésorozat zenéjével. A dalai Barbra Streisand CD-jén is szerepelnek.
Dolgozott Cole Porterrel, Carole Kinggel, Rolf Lovlanddal és Barbara Carroll-lal is.

## Partnerek
Karrin Allyson, Liz Callaway, Barbara Carroll, Blossom Dearie, Michael Feinstein, Harvey Fierstein, Carole King, Patti LuPone, Amanda McBroom, Donna McKechnie, Liza Minnelli, Peter Nero, Lillias White.

## Szólólemezek
- Ann Hampton Callaway (DRG, 1992)
- To Ella with Love (After 9, 1996)
- Sibling Revelry with Liz Callaway (DRG, 1996)
- This Christmas (1997)
- After Ours (1997)
- Easy Living (Sin-Drome, 1999)
- Signature (2002)
- Slow (2004)
- Blues in the Night (2006)
- At Last (2009)
- Boom! Live at Birdland with Liz Callaway ([2012)
- From Sassy to Divine: The Sarah Vaughan Project (2014)
- The Hope of Christmas (2015)

## Díjak
- Theatre World Award
- Tony-díj

## További információ
- Hivatalos oldal
- Ann Hampton Callaway a Facebookon
- Ann Hampton Callaway a PORT.hu-n (magyarul)
- Ann Hampton Callaway az Internet Movie Database-ben (angolul)
- Ann Hampton Callaway a Rotten Tomatoeson (angolul)